# Melkpijpleiding
Een melkpijpleiding is een pijpleiding waardoor melk werd getransporteerd.

## Melkleiding Ameland
In 1978 werd tussen Nes op het eiland Ameland naar Holwerd op het Friese vasteland de eerste melkpijpleiding voor lange afstand in gebruik genomen. Het betekende een internationale primeur. Het zuivelbedrijf de Takomst had ervaring met kortere leidingen naar de zuivelfabriek in Sint Nicolaasga. De opening was op 6 november 1978 door Hedzer Rijpstra, commissaris van de Koningin van Friesland. Deze pijpleiding van de samenwerkende boeren van Ameland kostte destijds vier en een half miljoen gulden (in welk bedrag voor de helft werd bijgedragen door het Ministerie van Landbouw) en was vijftien kilometer lang; daarvan leidde acht kilometer door de Waddenzee.
De leiding bestond uit een bundel van dertien drieduims polyetheen buizen. Er werd voor een kunststof gekozen om de smaak van de melk niet te beïnvloeden.  De leiding voerde niet continu melk naar de wal, maar elke dag een hoeveelheid van ongeveer 30.000 liter. De melk werd in een soort pakket gelanceerd. Er kwam eerst een oppompbare rubberbal in de buis met daarachter spoelwater en vervolgens weer een rubberbal. Daarna volgde de melk, afgesloten door een laatste bal. De installatie, aangedreven door pompen, stuwde de melk met een snelheid van 1,7 meter per seconde naar het ontvangststation op de Friese wal. Omdat de melk de temperatuur van het zeewater aannam mocht het niet te lang onderweg zijn. Geregeld kwam de temperatuur (ver) boven de vier graden Celsius. Er werden regelmatig ladingen afgekeurd. Daarom werd in 1995 besloten de leiding niet meer te gebruiken en de melk weer met de vrachtwagen op te halen. Vervolgens ging de vrachtwagen met de boot weer naar de vaste wal.

### Kabelbuis
Na 1995 werd de melkpijpleiding niet meer gebruikt en grote gedeelten werden opgeruimd. Er waren wel plannen om door een lege leiding een kabel voor de kabeltelevisie te trekken, maar dit bleek te duur.. In 2000 ontdekten werknemers van KPN de restanten van de leiding op een kaart van Rijkswaterstaat. Ze stelden voor deze te gebruiken voor de aanleg van een glasvezelkabel van het vasteland naar Ameland. Met de uitvoering van dit plan werd een besparing bereikt van 131.000 gulden.